# بطولة تونس لألعاب القوى 1998
بطولة تونس لألعاب القوى 1998 هو الدورة 43 من بطولة تونس لألعاب القوى.

فاز بهذا الموسم النادي الرياضي للحرس الوطني.

## روابط خارجية
- الموقع الرسمي للجامعة التونسية لألعاب القوى.